# Peniophora borbonica
Peniophora borbonica är en svampart som beskrevs av Boidin & Gilles 2000. Peniophora borbonica ingår i släktet Peniophora och familjen Peniophoraceae.   Inga underarter finns listade i Catalogue of Life.